# ロックンロールにゃ老だけど死ぬにはチョイと若すぎる
『ロックンロールにゃ老だけど死ぬにはチョイと若すぎる』（ロックンロールにゃとしだけどしぬにはチョイとわかすぎる/原題：Too Old to Rock 'n' Roll: Too Young to Die!）は、イギリスのプログレッシブ・ロック・バンド、ジェスロ・タルが1976年に発表した9作目のスタジオ・アルバム。

## 背景
キンクスのロック・オペラ作品に触発されて作られたアルバムで、元々はミュージカルのサウンドトラック・アルバムとして計画されていたが、ミュージカルの上演は実現しなかった。レイ・トーマスという架空の年老いた元ロック・スターが、オートバイで自殺を図るも失敗して昏睡状態となり、意識を取り戻した後にファッション・リーダーとして返り咲く物語が描写されている。この物語の詳細は、アルバムに封入されたコミック・ストリップに記載されているが、実際の歌詞は、必ずしもそれに忠実でなく、端折られた部分やプロットが変化した部分もあるという。なお、バンドの中心人物イアン・アンダーソンは2002年、レイ・トーマスに関して「決して私のことではない。人々はなぜ、これが自伝に違いないと思い込んできたのだろうか?」とコメントしている。
本作より元カルメンのジョン・グラスコックがベーシストとして加入し、グラスコックはバンドの正式メンバーとしては初めて、バッキング・ボーカルでも貢献した。

## 反響・評価
アメリカでは21週Billboard 200入りし、1976年7月4日に最高14位を記録した。全英アルバムチャートでは10週トップ100入りしたが、最高25位に終わり、ジェスロ・タルのスタジオ・アルバムとしては初めて全英トップ20入りを逃す結果となった。
Dave Slegerはオールミュージックにおいて5点満点中3点を付け「歌詞のテーマにもかかわらず、『ロックンロールにゃ老だけど死ぬにはチョイと若すぎる』は、往年のタルが『アクアラング』や『ベネフィット』で開拓したスタイルに戻ったかのように、単体のロック・ソングの優れたコレクションである。ここには『ジェラルドの汚れなき世界』や『パッション・プレイ』のような雑然とした大作、『ウォーチャイルド』のようなポップ色への傾倒、『天井桟敷の吟遊詩人』のような複雑さはない」と評している。

## 収録曲
全曲ともイアン・アンダーソン作。
1. クイズ・キッド "Quizz Kid" – 5:09
2. 狂人協会 "Crazed Institution" – 4:48
3. サラマンダー "Salamander" – 2:51
4. タクシー泥棒 "Taxi Grab" – 3:54
5. フロム・ア・デッド・ビート・トゥ・アン・オールド・グリーザー "From a Dead Beat to an Old Greaser" – 4:09
6. バッド・アイド・アンド・ラヴレス "Bad-Eyed and Loveless" – 2:12
7. ビッグ・ディッパー "Big Dipper" – 3:35
8. ロックンロールにゃ老だけど死ぬにはチョイと若すぎる "Too Old to Rock 'n' Roll: Too Young to Die" – 5:44
9. パイド・パイパー "Pied Piper" – 4:32
10. チェッカード・フラッグ "The Chequered Flag (Dead or Alive)" – 5:32

### 2002年リマスターCDボーナス・トラック
1. ア・スモール・シガー "A Small Cigar" – 3:39
2. ストリップ・カートゥーン "Strip Cartoon" – 3:17

## 参加ミュージシャン
- イアン・アンダーソン - ボーカル、フルート、ハーモニカ、アコースティック・ギター、エレクトリック・ギター、パーカッション
- マーティン・バー[注釈 1] - エレクトリック・ギター
- ジョン・エヴァン - ピアノ
- ジョン・グラスコック - ベース、バッキング・ボーカル
- バリモア・バーロウ - ドラムス、パーカッション

アディショナル・ミュージシャン
- デヴィッド・パーマー - オーケストラ・アレンジ、指揮、サクソフォーン
- アンジェラ・アレン - ボーカル(on #2, #9)
- マディ・プライヤー - ボーカル(on #8)